# Tang Dezong
Tang Dezong (chinois : 唐德宗; pinyin : Táng Dézōng, 27 mai 742 - 25 février 805) de son vrai nom Li Kuo (李适). Il est le treizième empereur de la dynastie Tang et régna de 779 à 805.
Appuyé par des ministres très actifs (Yan Yang, Lu Zhi) qui remirent en particulier en ordre le système fiscal, il est l'un des empereurs les plus volontaires dans la période qui suit la révolte d'An Lushan, mais dut reculer devant l'opposition militaire des provinces. En plus de se reposer sur des ministres lettrés ayant souvent accompli des études poussées et réussi brillamment leurs examens, cet empereur favorisa également la croissance du rôle des eunuques à la cour impériale, puisqu'il leur confia la direction de sa garde, l'« Armée de la divine stratégie » (shence jun).